# Synchita comorensis
Synchita comorensis es una especie de coleóptero de la familia Zopheridae.

## Distribución geográfica
Habita en las islas Comoras.